# Клаус, Вацлав
Вацлав Клаус (чеш. Václav Klaus; род. 19 июня 1941 года, Прага) — второй президент Чехии (2003—2013 годы), ранее бывший её премьер-министром, один из наиболее влиятельных чешских политиков, почётный профессор МГУ. Является одним из самых известных евроскептиков.

## Биография
Вацлав Клаус родился в Праге 19 июня 1941 года. Его отец, Вацлав, (1901—1974 гг.) был бухгалтером. Его мать, Мария (в девичестве Кайлова) (1914—2006 гг.), работала кассиром и гидом, а также писала стихи. У Вацлава Клауса есть младшая сестра Алёна Ярохова. После событий Пражской весны 1968 года она со своим мужем эмигрировала в Швейцарию, где проживает сейчас недалеко от Цюриха и имеет швейцарское гражданство.
До конца 1960-х гг. семья В. Клауса проживала в одном из старых районов Праги — Винограды. Родители ориентировали сына на хорошие результаты в школе и внеклассных занятиях. Он несколько лет участвовал в Детском хоре Чехословацкого радио, в драматическом кружке, но особенное место в его жизни занимал спорт. В. Клаус начал играть в баскетбол в середине 50-х гг., он даже был членом юношеской сборной Чехословакии. Ю. А. Щербакова приводит слова самого В. Клауса, очень хорошо показывающие его отношение к спорту: «Командные виды спорта воспитывают смелость в ту или иную минуту взять на себя ответственность за игру и не находиться на площадке лишь для численности. Спорт — это контакт со зрителями … Думаю, что для будущего политика эта незапланированная подготовка к встречам с общественностью очень важна». Участие в международных соревнованиях также позволило ему получить опыт пребывания за границей.
После окончания средней школы Вацлав Клаус в 1958 г. поступил в Высшую экономическую школу (ВШЭ) в Праге, где изучал экономику внешней торговли в 1958—1963 годах. Экономистами, оказавшими влияние на его становление как специалиста, он позже назвал Фридриха Хайека, Милтона Фридмана, Людвига фон Мизеса, Пола Самуэльсона и Йозефа Шумпетера. Во время учёбы он познакомился со своей будущей женой Ливией, дочерью Штефана Миштины, приехавшей из Оравы в Словакии. У них есть два сына: Вацлав (род. 10 сентября 1969 г.) и Ян (род. 2 сентября 1974 г.) и пять внуков.
После окончания в 1963 г. ВШЭ В. Клаус поступил в аспирантуру Экономического института (под руководством Оты Шика) Чехословацкой академии наук Там проходили семинары под руководством заведующего отделом исследований проблем современного капитализма и немарксистских экономических теорий Л. Урбана. На семинарах обсуждались проблемы развития капитализма и критиковались марксистские экономические теории. К этому времени В. Клаус относит свое формирование как ученого-экономиста. В 1960-е гг. в Экономическом институте разрабатывался проект экономической реформы, в котором была сделана попытка объединить не сочетаемые, по мнению В. Клауса, рынок и план (т. н. «третий путь»). Уже тогда, по словам В. Клауса, он понимал, что рынок товаров и услуг не может полноценно существовать без рынка труда и капитала.
В 1960-х гг. В. Клаус также прошел два учебных курса в Западной Европе: в 1966 г. в Неаполитанском университете имени Фридриха II в Италии, и в 1969 г. в Корнеллском университете в США. В 1968 г. он был удостоен степень кандидата экономических наук. В. Клаус также принимал участие в издании реформаторских журналов «Тварж» («Tvář») и «Литературной газеты» («Literární noviny»), где публиковал колонки под псевдонимом «Далимил». Также он был ведущим редактором отдела экономики в обновленной газете «Лидове новины». В это время ещё больше усилилась его убежденность в том, что не может быть рынка товаров и услуг без рынка труда и капитала. Особенно на это повлияла встреча с группой, сформировавшейся вокруг журнала «Тварж» (Б. Долежалом и Э. Мандлером).
1968 г. Вацлав Клаус вспоминает как время значительного рубежа в истории страны. В Чехословакии была предпринята попытка улучшить общественный строй, построить т. н. «социализм с человеческим лицом». Сам В. Клаус пытался принимать в происходивших событиях самое активное участие: входил в состав государственных комитетов по реформам, писал в газеты и журналы, выступал на радио и телевидении, на митингах.
В результате политических чисток, через которые прошла Чехословацкая АН после Пражской весны В. Клаус был вынужден отказаться от своей научной карьеры из-за своего отказа вступать в Коммунистическую партию Чехословакии. В 1970 г. он поступил на службу в Чехословацкий государственный банк, где работал на различных должностях до 1986 г. С 1979 г. он регулярно проводил экономические семинары, на которых свободно обсуждались проблемы развития чехословацкой экономики. В семинарах приняли участие ряд будущих политиков, более сотни ученых, было издано 12 сборников материалов. Открытое выражение критических взглядов на коммунистический строй привлекли внимание спецслужб. За деятельностью В. Клауса начала вести наблюдение служба государственной безопасности (Státní bezpečnost — StB), которая рассматривала его семинары по своей идеологической направленности как «правые». Было заведено дело под названием Kluk, за В. Клаусом следили агенты безопасности, прослушивались его телефонные звонки, в его офисе были установлены прослушивающие устройства. Неоднократно ставился вопрос о закрытии семинаров, и, в конце концов, они были закрыты в 1986 г.
В 1987 г. В. Клаус вернулся к академической деятельности в качестве аналитика Института прогнозирования Вальтера Комарека. В апреле 1988 г. StB завела ещё одно дело на В. Клауса, на этот раз под названием Rek. Неясно, в чём причина нового всплеска этого интереса, но дело было закрыто 9 декабря 1989 г. В это время В. Клаус поддерживал всевозможные контакты с экономистами-реформаторами, дипломатами, журналистами крупнейших мировых экономических изданий, ездил в командировки, принимал участие в международных конференциях и читал лекции в университетах.

### Раскол Гражданского форума и образование Гражданской демократической партии (1989—1991 гг.)
В 1989 г. стал активистом массового политического движения «Гражданский форум» (ГФ). После событий «бархатной революции» (17 ноября 1989 г.), уже 10 декабря 1989 г. В. Клаус стал чехословацким министром финансов в правительстве Мариана Чалфы. С июня 1990 г. он продолжал занимать такое же положение под руководством М. Чалфы в федеральном правительстве Чешской и Словацкой Федеративной Республики (ЧСФР), а в октябре 1991 г. он был назначен его заместителем. В 1992 г., после распада страны на Чешскую (ЧР) и Словацкую республики, В. Клаус был назначен премьер-министром Чехии оставался на этом посту до 1997 г. В июле 1996 г. был избран членом Палаты депутатов (до 2003 г.).
В. Клаус не оставил в стороне свою научную карьеру. В 1991 г. он получил звание доцента экономики на факультете социальных наук в Карловом университете, а в 1995 г. В. Клаус назначен профессором в ВЭШ.
С 1989 по 1997 гг. В. Клаус постоянно был одним из ключевых членов правительства, а с 1992 г. как премьер-министр ещё и самым влиятельным. При В. Клаусе в Чехословакии были успешно проведены экономические реформы, в результате чего начался процесс преобразования старой социалистической экономики в капиталистическую. В. Клаус также непосредственно участвовал в мирном разделении Чехословакии в 1992 г. Среди прочего, он способствовал трансформации общественно-политического движения Гражданский форум. Под его влиянием начался процесс создания на этой основе политических партий. Весной 1990 г. вокруг будущего ГФ стали возникать споры. Вацлав Клаус присоединился к ним через несколько месяцев после парламентских выборов, состоявшихся в июне 1990 г. Он придерживался мнения о том, что ГФ следует преобразовать в политическую партию с более жесткой иерархией, четкой внутренней структурой и идейным единством. Именно такая партия могла бы провести необходимые реформы. Но не все участники ГФ поддерживали эту идею. Постепенно внутри движения образовываются три линии:
1. Правые во главе с В. Клаусом.
2. Центристы (бывшие диссиденты). К их числу относились Павел Рыхетский, Иржи Динстбир (говорили, что ГФ должен остаться движением), Петр Питгарт (был за преобразование ГФ в политическую партию, но, чтобы она отражала разные политические взгляды) и др.
3. Левые[7].

В. Клаус понимал, что основой трансформации Гражданского форума стал конфликт между правыми и левыми. Для него и правых первостепенными государственными задачами были: трансформация экономики на основе рыночных принципов и установление в стране традиционной демократии западноевропейского типа. В. Клаус категорически отвергал теорию «третьего пути», на которую опирались социал-демократы, и концепцию В. Гавела о «неполитической политике». Уже в октябре 1990 г. 57 правых депутатов сформировали Межпарламентский клуб демократических правых. Тогда же Вацлав Клаус сменил В. Гавела на посту председателя ГФ. Он стал оказывать решающее влияние на чешскую политику.
В ноябре 1990 г. в стране прошли коммунальные выборы. В результате ГФ получил по стране чуть более 30 % голосов против 15 % у коммунистов. Проанализировав итоги выборов, В. Клаус заметил, что коммунисты продемонстрировали хорошие организационные качества, в отличие от ГФ, который, по его мнению, уже изжил себя. Поэтому в декабре 1990 г. Вацлав Клаус внес официальное предложение о преобразовании Гражданского форума в политическую партию. Конгресс ГФ, состоявшийся 12 и 13 января 1991 г., одобрил проект при голосовании. 126 делегатов из 175 одобрили прозападную и антисоциалистическую программу. ГФ объявлялась партией, устанавливался лимит количества членов партии и запрет т. н. «коллективного членства», была установлена иерархия (В. Клаус — председатель).
Центристы и левые хотели предотвратить трансформацию ГФ в правую партию. Раскол движения был неизбежен. На встрече с президентом В. Гавелом в президентской резиденции в Ланах 8 февраля 1991 г., представители обоих направлений согласились, что, по крайней мере, до парламентских выборов, назначенных на июнь 1992 г., ГФ будет существовать как коалиция двух групп: правые во главе с В. Клаусом и центристы вокруг бывших диссидентов. Но напряженность продолжалась и привела к созыву внеочередного конгресса ГФ 23 февраля. Он одобрил соглашение в Ланах и преобразовал Гражданский форум. Он продолжал состоять из двух партий, правой партии и движения, состоящего из противников В. Клауса. Обе части должны были действовать независимо под разными именами и разделить имущество ГФ, в то время как сам Гражданский форум должен был оставаться в политике до следующих выборов, только как название общей парламентской фракции. Правые стали называть себя Гражданской демократической партии, тогда как центристы назвали себя Гражданским движением (ГД), самостоятельным политическим субъектом стал существовавший в рамках ГФ Гражданский демократический альянс (ГДА).
Образование новой партии было ключевым моментом в политической карьере В. Клауса.
Официально ГДП была провозглашена 14 марта 1991 г., а 20-21 апреля в Оломоуце состоялся учредительный съезд, который избрал В. Клауса первым председателем партии и принял программу партии — «Cesta k prosperite» («Путь к процветанию»). ГДП позиционировалась как демократическая правая партия с консервативной программой. Опору новой партии составили люди с высшим образованием, будущий слой предпринимателей (ее численность составляла 30 тыс. человек). Членство в партии было фиксированным, уплачивался вступительный взнос. К весне 1992 г. ГДП стала структурированной партией с местными отделениями. Имея четкую организационную структуру, ГДП была зарегистрирована не только в Чехии, но и в Словакии. Партия В. Клауса была ориентирована на создание условий для проведения радикальных либеральных реформ.

### Участие в экономических реформах
Во время падения коммунизма в Чехословакии была централизованная плановая экономика, и большинство предприятий находилось в руках государства. Новое экономическое руководство, в котором доминировали бывшие сотрудники Прогностического института Чехословацкой АН, совпало с необходимостью реставрации экономической системы страны, в частности, введения рыночной экономики. Но идеи о способе и скорости преобразования отличались. Вацлав Клаус был одним из сторонников самой быстрой приватизации и либерализации цен. Он выступал за рынок «без атрибутов», который, по его мнению, означает рыночную экономику с дополнительной социальной политикой, но не социальный рынок. В 1990 г. В. Клаус считал, что необходимо в кратчайшие сроки создать новую экономическую систему. Из-за своего стремления к скорейшей трансформации экономики Вацлав Клаус вступил в спор с другими «участниками» экономической команды, в частности, Вальтером Комареком, который в то время был заместителем председателя правительства М. Чалфы и отвечал за разработку экономической реформы. В. Комарек так же, как и В. Клаус, был сторонником перехода к рынку, плюрализму форм собственности, демонополизации производства, но не скорейшего, а постепенного. Кроме того, попытки В. Клауса ускорить преобразование экономики вызывали споры внутри Гражданского форума и усиливали и без того растущую напряженность в отношениях со словацким политическим представительством в лице Владимира Мечиара.
Первый детальный план экономических реформ, созданный при участии В. Клауса, был опубликован 14 мая 1990 г. Временные рамки реформ и сфера применения различных методов приватизации не были указаны. Уже весной 1990 г. В. Клаус начал говорить о купонной приватизации как методе приватизации большинства предприятий.
Первые законы об изменениях в экономике были приняты в конце апреля 1990 г. Когда Вальтер Комарек покинул правительство после выборов в июне 1990 г., возможности радикальных реформаторов В. Клауса усилились. В сентябре правительство представило Федеральному собранию сценарий реформ. В октябре 1990 г. был принят закон о малой приватизации, согласно которому на аукционе были проданы мелкие предприятия (магазины, предприятия сферы бытовых услуг и т. п.). Основные реформы экономики, в частности, либерализация цен, антиинфляционные меры и введение конвертируемости внутренней валюты, начались в начале 1991 года. Сначала цены резко и сильно поднялись, но в уже конце года инфляция была под контролем, и безработица в Чехии достигала лишь около 4 %.
В феврале 1991 г. был принят закон о большой приватизации, а также второй закон о реституции.
В результате малой приватизации с января 1991 по январь 1993 гг. было приватизировано 22 тысячи объектов из намеченных к приватизации 50,3 тысячи. Но во внутренней торговле к концу 1993 г. было приватизировано 80 % предприятий. Из 21 тысячи магазинов было приватизировано 10 тысяч, а почти 6 тысяч передано бывшим собственникам в результате реституции. Приватизация была продолжена, так как считалось, что в собственности государства магазины оставаться не должны.
Важнейшей составляющей большой приватизации была купонная приватизация. Помимо прочего, для В. Клауса купонная приватизация была важна для получения поддержки граждан в выборах 1992 г., поэтому приватизация позиционировалась как попытка справедливого распределения собственности среди всех граждан. Приватизационные купоны мог купить любой совершеннолетний гражданин Чехословакии (позже — Чехии) за 1000 крон.
К декабрю 1992 года были проданы акции 291 акционерного общества (193 в Чехии и 98 в Словакии). Ещё 116 предприятий были проданы не полностью (7,2 % акций осталась в распоряжении Фондов национальных имуществ). В результате второй волны купонной приватизации в Чехии приняли участие 6,2 миллиона владельцев купонов. Было продано 96 % собственности, выставленной на продажу. К концу 1994 года было реализовано около 90 % имущества, ранее принадлежавшего государству. Поступления в Фонд национальных имуществ от всех форм большой приватизации составили 81,5 миллиарда крон. Из них 37 миллиардов было получено от прямой продажи акций (в том числе 21 миллиард — от иностранных инвесторов).
Граждане Чехии в большинстве случаев не выступали прямыми покупателями акций приватизированных предприятий. По инициативе предпринимателей, таких как Виктор Кожены и Павел Тыкач, были созданы инвестиционные приватизационные фонды и собраны акции граждан. Инвестиционные фонды стали основным держателем акций крупных приватизированных предприятий (контролировали около 2/3 таких акций). Большинство фондов контролировалось пятью основными чешскими банками, а главным держателем капиталов этих банков было государство (только после финансового кризиса 1999—2000 гг. доля государства в капитале коммерческих банков стала снижаться). Таким образом, в стране образовалась сложная многоступенчатая система переплетения прав собственности. Тем не менее, приватизация была в целом успешной, и в конце 1993 г. частный сектор произвел более 50 % ВВП, хотя ещё 4 года назад его доля была незначительной.

### Раздел Чехословакии (1992 г.)
Основанная в 1969 г. Чехословацкая федерация имела сложное государственное управление. В стране было 3 правительства (федеральное (общее) и два республиканских), двухпалатное Федеральное собрание и два республиканских однопалатных парламента. Но до 1989 г. система функционировала гладко, так как все важные государственные решения принимались единым центром власти, руководством Коммунистической партии. После «бархатной революции» и потери ведущей роли Компартии в ноябре 1989 г., власть перешла в руки государственных органов, и они стали бороться за неё. Быстро росла напряженность между чешскими и словацкими политиками, так как многие словацкие политики требовали большей автономии для своей республики.
Положение общего федерального правительства постепенно ослабло, и Вацлав Клаус уже в 1990 г. начал строить основу политической системы в Чешской Республике. Для него, как федерального министра финансов, Словакия в тот момент была проблемой. В 1990 г. премьер-министр Словакии Владимир Мечиар обвинил В. Клауса и Владимира Длоуги в неуважении к потребностям Словакии.
В то время как Вацлав Гавел и Петр Питгарт старались найти компромисс со словаками и удержать целостность ЧСФР, Вацлав Клаус уже осенью 1991 г. пришел к выводу, что необходимо провести скорейшие экономические реформы, даже за счет возможно распада государства. Экономическая трансформация сильно ударила по Словакии, а Вацлав Клаус стал весьма непопулярен среди словацкого населения, в отличие от чешского.
Дальнейшее напряжение в чешско-словацких отношениях принесли парламентские выборы в июне 1992 года. В Чехии победу в выборах одержала правая реформистская коалиция во главе с ГДП, в то время как в Словакии значительного успеха добилась партия В. Мечиара — Движение за демократическую Словакию (ДЗДС). Это мешало принимать какие-либо важные решения на федеральном уровне. Хотя президент В. Гавел доверил В. Клаусу назначение состава федерального правительства, ГДП назначила его председателем чешского правительства. В. Мечиар также отказался участвовать в федеральном правительстве. В. Клаус и В. Мечиар встали во главе республиканских правительств, а в федеральные структуры назначили несколько видных политиков. Влияние федерального правительства Яна Страского значительно уменьшилось. Также ослабело и влияние президента В. Гавела, который после упадка ГФ лишился важных политических союзников, таких как Петр Питгарт, Павел Рыхетски и Иржи Диенстбир.
По мере споров об экономических реформах назревал спор и об автономии Словакии. Уже первая встреча после выборов В. Клауса и В. Мечиара показал, что целостность государства находится под серьёзной угрозой. Главный вопрос был в том, может ли Словакия стать суверенной, субъектом международного права и при этом остаться в федерации. ГДП выступала за сохранение федерации, считая, что, согласно международному праву, две республики не могут быть субъектом права, им может быть только федерация, в то же время ДЗДС требовало конфедерацию. Обе стороны пришли к решению о проведении референдума по вопросу будущей структуры государства, но не установили точную дату проведения, поэтому референдум так и не был проведен. На переговорах 16 июня 1992 г. в Братиславе было стороны договорились разрешить вопрос будущего государства к концу сентября.
Конфликт обострился после 3 июля, когда в Федеральном Собрании словацкие депутаты для выражения несогласия с В. Гавелом впервые в истории государства не выбирали президента, а В. Мечиар дал ясно понять, что не будет поддерживать кандидатуру В. Гавела.
8 июля 1992 г. на встрече на вилле Тугендхат в Брно В. Клаус и В. Мечиар пришли к решению о разделении Чехословакии.
20-23 июля В. Клаус и В. Мечиар встретились в Братиславе, где заявили о том, что стороны ведут переговоры о мирном разделе федерации, а также приняли решение разработать и передать законопроект о прекращении существования единого государства Федеральному собранию ЧСФР.
9 ноября В. Клаус и В. Мечиар одобрили проект Договора о добрососедстве, дружбе и сотрудничестве двух государств, а также законопроект о разделе федеральной собственности. 17 ноября парламенты ЧР и СР санкционировали законопроект о прекращении существования федерации, а 25 ноября ФС ЧСФР приняло один из последних актов — Закон о прекращении существования единого государства 31 декабря 1992 г.

### Вацлав Клаус — премьер-министр и лидер оппозиции
В. Клаус привел ГДП к очередной победе на парламентских выборах 1996 г. и остался премьер-министром. Но к концу 1997 г. он был вынужден уйти в отставку из-за внутрипартийных конфликтов.
Несмотря на победу в выборах, усиление Чешской социал-демократической партии (ЧСДП) Милоша Земана, нарастание разобщенности внутри правой коалиции и неудачная избирательная кампания ГДП позволило последней создать лишь правительство меньшинства. В него вновь вошли ГДП, ХДС-ЧНП и ГДА. В скором времени коалиция была поставлена в положение правительства, зависящего от одного голоса «независимого» депутата". Все это ослабляло его дееспособность. Этим пользовалась левая оппозиция, объединяясь с более мелкими партиями коалиции. Наметился раскол и внутри ГДП. Все вышеперечисленное, плюс обвинения в коррупции (из-за приема спонсорских подарков, счетов партии в швейцарском банке, покупки В. Клаусом вилы в Швейцарии и др.), привело к ликвидации правительства и отставке В. Клауса.
На партийном съезде в конце 1997 г. В. Клаус был переизбран на пост председателя ГДП, набрав 72 % голосов. Побежденная фракция во главе с бывшим министром внутренних дел ЧР Яном Румлом (соперником В. Клауса за пост председателя) покинула ГДП, а в начале 1998 года при поддержке Вацлава Гавела учредила новую партию — Союз свободы (Unie Svobody).
ГДП заняла второе место на досрочных парламентских выборах в 1998 г., уступив первое место ЧСДП. Обе партии могли сформировать большинство при поддержке других партий, но председатель Союза Свободы Ян Румл, несмотря на враждебное отношение к В. Клаусу, отказался поддержать ЧСДП. Вместо этого ГДП и социал-демократы подписали т. н. Оппозиционное соглашение (opoziční smlouva), по которому ГДП позволяло Земану сформировать правительство меньшинства в обмен на ряд парламентских постов, в том числе на должность спикера палаты депутатов, которую занял сам В. Клаусом. Подобные рокировки вызвали массовое недовольство, которое выразилось в форме публичных демонстраций, сопровождающимися, например, таким лозунгом как «Спасибо, уходите!» (акция была организована в ноябре-декабре 1999 года). Это побудило Земана объявить, что он не станет ещё раз баллотироваться на пост премьер-министра. В. Клаус и М. Земан вынуждены были на время отойти от политической деятельности.
На выборах в июне 2002 года ГДП снова потерпела поражение от ЧСДП с их новым лидером Владимиром Шпидлой, который ранее выступал против Оппозиционного соглашения и вместо этого сформировал коалицию с центристскими партиями. После долгого периода обсуждения и даже несмотря на то, что ГДП выиграла выборы в Сенат в октябре 2002 года, В. Клаус не стал снова баллотироваться на пост председателя партии на декабрьском съезде ГДП. Однако он был назначен почетным председателем партии. Новым лидером партии был избран Мирек Тополанек.
После того, как В. Клаус решил больше не баллотироваться на пост председателя партии, он объявил о своем намерении баллотироваться на пост президента республики. Кандидатура В. Клауса на пост президента оказалась удачной: 28 февраля 2003 г. он был избран президентом ЧР в третьем раунде повторных выборов 142 голосами из 280. В. Клаус смог одержать победу в третьем туре третьих выборов, как ни было иронично, благодаря поддержке Коммунистической партии Богемии и Моравии. Основными критериями поддержки его кандидатуры со стороны коммунистов были общие, протестные взгляды на проблему федерализации Евросоюза, американского вторжения в Ирак, а также войны в Югославии.
В. Клаус был назначен на должность президента 7 марта 2003 г.

### Политические взгляды
Внешнеполитические взгляды В. Клауса отличаются противоречивостью. Он был активным сторонником идеи вступления ЧР в НАТО, но это не помешало В. Клаусу резко раскритиковать и бомбардировки Югославии 1999 г., и вторжение войск НАТО в Ирак четырьмя годами позже. В. Клаус отказался признавать независимость Косова, считая это нарушением международного права.
Позиция бывшего президента по размещению в Чехии радара американской системы ПРО также оказалось противоречивой. Первоначально он склонялся к тому, чтобы этот объект появился, видя в нём альтернативный ЕС центр силы, но после отрицательной реакции России, В. Клаус не пытался ускорить переговоры с США по поводу ПРО и даже избегал этой темы.
Относительно России В. Клаус имеет отличное от многих лидеров стран бывшего соцлагеря, мнение: будучи резким антикоммунистом, критикуя Советский Союз, большевизм, осуждая подавление в 1968 г. Пражской весны войсками Варшавского договора, президент Чехии призывает не отождествлять современную Россию и СССР и предлагает смотреть в будущее, а не в прошлое.
Помимо этого, В. Клаус постоянно повторяет, что итоги Второй мировой войны пересмотру не подлежат. Это касается и России, и Германии с Австрией. Наиболее наглядно это проявилось в том, что В. Клаус был категорически против отмены «декретов Бенеша» (1945—1946 гг.), по которым из Чехии выселили судетских немцев, так или иначе поддерживавших нацистскую оккупацию страны. Во многом благодаря В. Клаусу в 1997 г. Чехия договорилась с Германией снять тему имущественных претензий судетских немцев с повестки дня отношений двух государств. Но с Австрией этот вопрос так просто уладить не удалось, поэтому в 2009 г. он потребовал, чтобы на Чехию не распространялась Хартия прав и свобод ЕС, на основании которой австрийцы и судетские немцы могли бы предъявить иски. Только заручившись согласием Брюсселя, В. Клаус подписал основной документ Евросоюза — Лиссабонский договор, к которому хартия и прилагалась.
Вацлав Клаус выступал решительно против легализации однополых браков и практики президентских помилований, активно практиковавшихся Вацлавом Гавелом. Он также не поддерживает усилия Евросоюза по борьбе с глобальным потеплением, в которое не верит. Клаус считается евроскептиком и опасается растворения культурной самобытности Чехии в составе Евросоюза. Он выступает за более взвешенную внешнюю политику Чехии.
В августе 2022 года бывший президент Чехии осудил односторонний подход к обсуждению происходящего на Украине. Он обратил внимание на то, что сейчас в СМИ нельзя искать объяснение или отвечать на вопрос: почему Путин пошел на военное вторжение. По мнению Клауса, аргумент о том, что Россия опасается окружения своей территории странами НАТО, не обсуждается, несмотря на то, что их используют такие авторитеты, как Папа Франциск, Генри Киссинджер и президент Германии Штайнмайер. Экс-президент Чехии также заявил о замалчивании постоянного роста враждебности Украины к России, к русскому меньшинству, который начался со времен Оранжевой революции.
С точки зрения Клауса, это вопросы, которые не должны игнорироваться в свободном обществе, такое искажение информации — односторонняя пропаганда, которая может привести к новому рабству и несвободе.

### Импичмент
5 марта 2013 г. Сенат Чехии вынес президенту Вацлаву Клаусу импичмент за 3 дня до истечения его полномочий, обвинив его в нарушении конституции.
Исходя из списка обвинений, В. Клаус изменял государственным интересам на протяжении всей своей карьеры. Например, медлил с подписанием новых приложений к Лиссабонскому договору. Ему ставилась в вину излишняя медлительность с назначением конституционных судей. Но главная претензия к В. Клаусу состоит в том, что он объявил в январе 2013 г. амнистию в честь 20-летия чешской независимости. Хотя на свободу не были выпущены лица, совершившие тяжкие уголовные преступления, а почти все, кого коснулась амнистия, были осуждены или находились под следствием за экономические преступления, претензии к президенту зашкаливали. Его убежденность в правильности своих действий строилась на нескольких основаниях. Освободили в основном тех, кто старше 70 лет; тех, кто сидит за легкие, ненасильственные правонарушения; тех, кто находится под следствием более 8 лет. В. Клаус, представляя, в каких условиях строилась чешская рыночная экономика в 1990-х гг., понимал, что тогда законодательство отставало от экономических реалий. В новых условиях главным доводом для В. Клауса стала неотвратимость и адекватность наказания. Он был уверен, что нарушители за это время получили достаточно.
Но в Чехии граждане не готовы были проявлять сочувствие к экономическим преступникам. В. Клаусу вспомнили его реформаторскую деятельность 1990-х гг., и картина сложилась следующая: коррумпированный приватизатор В. Клаус выпускает на свободу своих, ограбивших чешский народ, соратников. Сенаторы уловили эту волну народного недовольства, назвали амнистию госизменой и отправили президента под Конституционный суд.
Это решение Сената осудили уже избранный на тот момент президент М. Земан, премьер-министр П. Нечас и министр иностранных дел К. Шварценберг. Все они были политическими противниками Вацлава Клауса, но, в отличие от подавших иск социал-демократов, они не увидели в действиях уходящего президента следов государственной измены.
27 марта 2013 г Конституционный суд оправдал. Вацлава Клауса в связи с тем, что он уже покинул свой пост.
В 2020 году Клаус назначен почётным профессором университета Collegium Humanum.

## Здоровье
В 2008 году перенес операцию на бедре.
В 2012 году ему сделали операцию по поводу катаракты.
В 2021 году он переболел коронавирусом.
В сентябре 2021 года его пресс-секретарь сообщил, что за последние 2 недели Клауса госпитализировали во второй раз. Но конкретный диагноз неизвестен.

## Награды
- По должности Президента Чехии с 2003 года до 2013 года обладал Большим крестом ордена Белого льва и Большим крестом ордена Томаша Гаррига Масарика.
- Большой крест ордена Белого льва (октябрь 2019 года)[17]
- Орден Двойного белого креста 1 класса (март 2013 года, Словакия).
- Орден Белого орла (июль 2007 года, Польша).
- Большой крест ордена Витаутаса Великого (8 апреля 2009 года, Литва).
- Большая почётная звезда «За заслуги перед Австрийской Республикой» (май 2009 года, Австрия).
- Кавалер Большого креста ордена Изабеллы Католической (сентябрь 2004 года, Испания).
- Большой крест ордена Заслуг (2022 год, Венгрия)[18].
- Орден «За заслуги перед Свободным государством Саксония» (май 2008 года, Саксония, Германия).
- Медаль Пушкина (31 октября 2007 года, Россия) — за большой вклад в распространение, изучение русского языка, сохранение культурного наследия, сближение и взаимообогащение культур наций и народностей[19].
- Золотая медаль Парламента Греции (2006)[20].
- Почётная медаль ТГМ от «Демократического движения Масарика» (1997)[21]
- Почётный профессор МГУ (2007)[22]

## Сочинения
- Клаус В., Вейгл И. ООО «Переселение народов»: Краткое пособие для понимания современного миграционного кризиса. — М.: Изд-во Института Гайдара, 2017. — 112 с. ISBN 978-5-93255-474-6
- Клаус В. Где начинается будущее / Пер. с чешского И. П. Долгих. — М.: Художественная литература, 2011. — 224 с.
- Клаус В. Европейская интеграция без иллюзий / Пер. с чешского И. П. Долгих. — М.: Художественная литература, 2013. — 192 c.
- Клаус В. Мы, Европа и мир: Статьи последних лет / Пер. с чешского Ю. А. Щербаковой. — М.: Фонд исторической перспективы, 2016. — 188 с.
- Klaus V. Rok první: V. Klaus 2003: projevy, články, eseje. Praha: Knižní klub, 2004. — 256 с.
- Klaus V. Rok druhý: V. Klaus 2004: projevy, články, eseje. Praha: Knižní klub, 2005. — 384 с.
- Klaus V. Rok třetí: V. Klaus 2005: projevy, články, eseje. Praha: Knižní klub, 2006. — 416 с.
- Klaus V. Rok čtvrtý: V. Klaus 2006: projevy, články, eseje. Praha: Knižní klub, 2007. — 520 с.
- Klaus V. Rok pátý: V. Klaus 2007: projevy, články, eseje. Praha: Knižní klub, 2008. — 496 с.
- Klaus V. Rok šestý: V. Klaus 2008: projevy, články, eseje. Praha: Knižní klub, 2009. — 488 с.
- Klaus V. Rok sedmý: V. Klaus 2009: projevy, články, eseje. Praha: Knižní klub, 2010. — 464 с.
- Klaus V. Rok osmý: V. Klaus 2010: projevy, články, eseje. Praha: Knižní klub, 2011. — 424 с.
- Klaus V. Rok devátý: V. Klaus 2011: projevy, články, eseje. Praha: Knižní klub, 2012. — 472 с.
- Klaus V. Rok desátý: V. Klaus 2012: projevy, články, eseje. Praha: Knižní klub, 2013. — 376 с.